# 張翰翔
張翰翔（？—？），字汝升，應天府溧陽縣人，民籍，明朝政治人物。

## 生平
嘉靖二十五年（1546年）丙午科應天府鄉試第九名舉人。嘉靖三十八年（1559年）中式己未科會試第一百五十二名，三甲第六十一名進士。授浙江秀水县知县。擢户部主事，管九江鈔关，官至廣東按察司佥事。

## 家族
曾祖張茂昇；祖父張鎬；父張瑛。嫡母王氏；生母毛氏。永感下。兄翰翱、翰舉。